# Ronald Fagerfjäll
Kurt Ronald Fagerfjäll, född 11 april 1945, är en svensk journalist, chefredaktör, författare, politisk skribent och företagshistoriker. Hans journalistgärning inbegriper arbete vid Göteborgs Handels- och Sjöfartstidning, Affärsvärlden och Dagens Industri. Han är författare till Företagsledarnas århundrade, ett standardverk i tre volymer (Norstedts förlag).